# Jacky Vercruysse
Pour les articles homonymes, voir Vercruysse.
Jacky Vercruysse est un footballeur français né le 23 novembre 1957 à Mehun-sur-Yèvre (Cher). 
Mesurant 1,70 m pour 62 kg, il était milieu de terrain.

## Biographie
Il joue principalement au Stade de Reims et au FC Tours. 
Au total, il dispute 37 matchs en Division 1 et 230 matchs en Division 2.

## Carrière de joueur
- ....-1976 :  FC Bourges
- 1976-1983 :  Stade de Reims (14 matchs en Division 1, 117 matches et 12 buts en Division 2)
- 1983-1986 :  Tours FC (23 matchs en Division 1, 63 matchs et 1 but en Division 2)
- 1986-1988 :  Stade de Reims (50 matchs et 1 but en Division 2)
- 1988-1992 :  Racing Club Épernay[1]

## Palmarès
- Champion de France de D2 en 1984 avec le Tours FC